# 348 (numero)
Trecentoquarantotto (348) è il numero naturale dopo il 347 e prima del 349.

## Proprietà matematiche
- È un numero pari.
- È un numero composto con 12 divisori: 1, 2, 3, 4, 6, 12, 29, 58, 87, 116, 174, 348. Poiché la somma dei suoi divisori (escluso il numero stesso) è 492 > 348, è un numero abbondante.
- È un numero pratico.
- È parte delle terne pitagoriche (145, 348, 377), (240, 252, 348), (261, 348, 435), (348, 464, 580), (348, 805, 877), (348, 1015, 1073), (348, 1664, 1700), (348, 2511, 2535), (348, 3355, 3373), (348, 5040, 5052), (348, 7565, 7573), (348, 10089, 10095), (348, 15136, 15140), (348, 30275, 30277).
- È un numero rifattorizzabile in quanto divisibile per il numero dei propri divisori.
- È un numero congruente.

## Astronomia
- 348 May è un asteroide della fascia principale del sistema solare.

## Astronautica
- Cosmos 348 è un satellite artificiale russo.